# Сент-Мэрис (Западная Виргиния)
Сент-Мэрис (англ. St. Marys) — город в штате Западная Виргиния, США. Он является административным центром округа Плезантс. В 2010 году в городе проживало 1860 человек. Сент-Мэрис входит в метрополитенский статистический ареал Паркерсберга-Мариетты-Виенны.

## Географическое положение
Сент-Мэрис находится на севере штата Западная Виргиния и является административным центром округа Плезантс. Город находится на реке Огайо на пересечении дорог штата 2 и 16 к востоку от Паркерсберга. По данным Бюро переписи населения США город Сент-Мэрис имеет общую площадь в 2,64 км².

## История

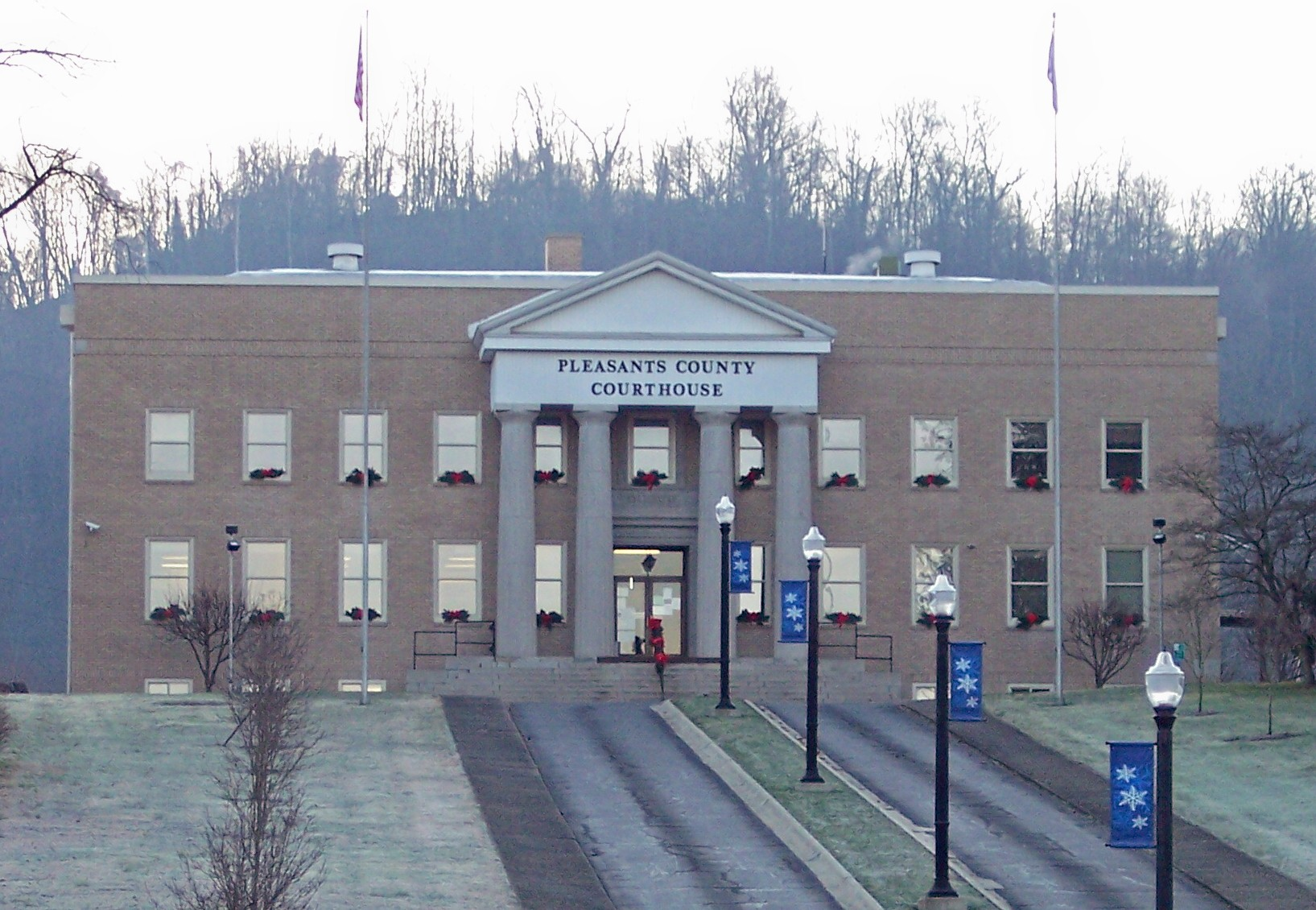
Окружной суд Плезантс

Первыми поселенцами на территории города были Исаак Френчмен и Якоб ЛаРу, которые в 1790 году расположились на земле, подаренной им за службу во время революции. Город был основан Александром Крилом в 1849 году. Согласно легенде, Крил увидел деву Марию, когда проходил мимо местоположения города по реке. Она показала ему на берег и сказала, что там будет построен счастливый город. Первые годы город медленно рос. В 1880-х годах город стал портом на реке Огайо. В городе открылась фабрика пуговиц и две стекольных фабрики.

## Население
По данным переписи 2010 года население Сент-Мэрис составляло 1860 человека (из них 49,1 % мужчин и 50,9 % женщин), 841 домашних хозяйств и 543 семей. Расовый состав: белые — 99,0 %, афроамериканцы — 0,1 % и представители двух и более рас — 0,4 %.
Из 1276 домашних хозяйств 47,2 % представляли собой совместно проживающие супружеские пары (15,8 % с детьми младше 18 лет), в 11,7 % семей женщины проживали без мужей, в 5,7 % семей мужчины проживали без жён, 35,4 % не имели семьи. В среднем домашнее хозяйство ведут 2,21 человек, а средний размер семьи — 2,73 человека.
Население города по возрастному диапазону по данным переписи 2010 года распределилось следующим образом: 20,5 % — жители младше 18 лет, 3,4 % — между 18 и 21 годами, 56,6 % — от 21 до 65 лет и 19,5 % — в возрасте 65 лет и старше. Средний возраст населения — 43,9 года.
В 2014 году медианный доход на семью оценивался в 43 385 $, на домашнее хозяйство — в 42 563 $. Доход на душу населения — 23 849 $.
Динамика численности населения:
|  |